# مترو (فلم 2014)
مترو هو فيلم مصري من إنتاج عام 2014.

## قصة الفيلم
تدور أحداث الفيلم في إطار رومانسي من خلال قصة حب بين شاب وفتاة يتم اغتصابها أمام خطيبها الذي لا يستطيع أن يفعل لها شيئًا، فيصاب بحالة نفسية سيئة جدًا تجعله يقتل ويدخل السجن، وتحاول هي أن تنسى الصدمة وتنهمر في عملها، ولكن بعد خروج خطيبها من السجن تعتقد أنه يحاول قتلها فتهرب منه إلى أنفاق المترو وهناك تحدث مفارقات عديدة بينهما.

## طاقم التمثيل
- هيام جباعي
- رامي وحيد
- أحمد بدير
- علاء مرسي
- سامي مغاوري
- اسما الشال

## فريق العمل
- إخراج: أحمد الشوربجي
- تأليف: زايد نايف
- إنتاج: أيفيجن للإنتاج والتوزيع الفني
- توزيع: أفلام النصر
- مونتاج: إيهاب جوهر
- موسيقى تصويرية: هيثم الخميسي
- مدير التصوير: محمد المراكبي

## روابط خارجية
- مقالات تستعمل روابط فنية بلا صلة مع ويكي بيانات